# Cordulephya pygmaea
Cordulephya pygmaea är en trollsländeart som beskrevs av Selys 1871. Cordulephya pygmaea ingår i släktet Cordulephya och familjen skimmertrollsländor. Inga underarter finns listade i Catalogue of Life.